# Saint-Rémy-sur-Durolle

Saint-Rémy-sur-Durolle este o comună în departamentul Puy-de-Dôme, Franța. În 1 ianuarie 2022 avea o populație de 1.760 de locuitori.